# Clinantheae
Clinantheae  är ett tribus i familjen amaryllisväxter med tre släkten från tropiska Amerika. 

## Släkten
Clinanthus
Pamianthe
Paramongaia

## Nyckel till släktena
1. Blommorna är små och saknar bikronor... Clinanthus
1. Blommorna är stora med bikronor...
2. Bladen bildar en falsk stam vid löken, blommor vita, flera tillsammans.... Pamianthe
2. Falsk stam saknas, blommorna är gula och vanligen ensamma.... Paramongaia 